# Hermandad de San Gonzalo (Sevilla)
La Hermandad de San Gonzalo fue fundada por jóvenes cofrades en el año 1942 en la parroquia de San Gonzalo, sita en el histórico arrabal de Triana (Sevilla). Posteriormente en el año 1953 se fusiona con la hermandad Sacramental de la misma parroquia fundacional. Oficialmente se denomina: Pontificia y Real Hermandad del Santísimo Sacramento y Cofradía de Nazarenos de Nuestro Padre Jesús en su Soberano Poder ante Caifás, Nuestra Señora de la Salud y San Juan Evangelista.
Procesiona en la tarde-noche del Lunes Santo. Su cortejo destaca por el gran número de nazarenos que participan en la estación penitencial, siendo una de las cofradías más populares de la Semana Santa sevillana.

## Historia
En el año 1942 se consagra en Triana una nueva parroquia, la iglesia parroquial de San Gonzalo, para dar respuesta a las necesidades del crecimiento del barrio. En ese mismo año los feligreses parroquiales y un grupo jóvenes cofrades deciden crear dos hermandades: una Sacramental, para rendir culto al Santo Sacramento de la Eucaristía, y otra Penitencial, respectivamente. Estas dos hermandades acuerdan su fusión en 1953. La hermandad penitencial hizo su primera estación de penitencia en 1948.
La primera imagen cristífera de la hermandad fue realizada por el imaginero José Luis Pires Azcárrate en 1944, hoy día esta imagen sigue recibiendo culto en la localidad de Jerez de los Caballeros. La primitiva talla de María Santísima fue obra del escultor Rafael Lafarque Rengel en el año 1944, siendo ésta la primera imagen titular en llegar a la cofradía. El paso de palio de Nuestra Señora de la Salud no se incorporó al cortejo penitencial hasta el año 1955. 
La cofradía está agregada a la basílica del Santo Sepulcro de Jerusalén, gozando de sus mismas gracias y privilegios.
El Rey emérito Juan Carlos I es hermano mayor honorario de la cofradía desde el año 1976. En 1977, un aparatoso incendio en la parroquia de San Gonzalo afectó a diversos enseres de la cofradía, afortunadamente sin lamentar la pérdida de las imágenes titulares, aunque tuvieron que ser intervenidas por la acción indirecta del fuego. Posteriormente en 1987 la hermandad incorporó como titular a San Juan Evangelista.
En su historia reciente destacar la Coronación Canónica de Nuestra Señora de la Salud el 14 de octubre de 2017 en la Santa y Metropolitana Iglesia Catedral de Sevilla.

## Sagrados Titulares

### Nuestro Padre Jesús en su Soberano Poder ante Caifás

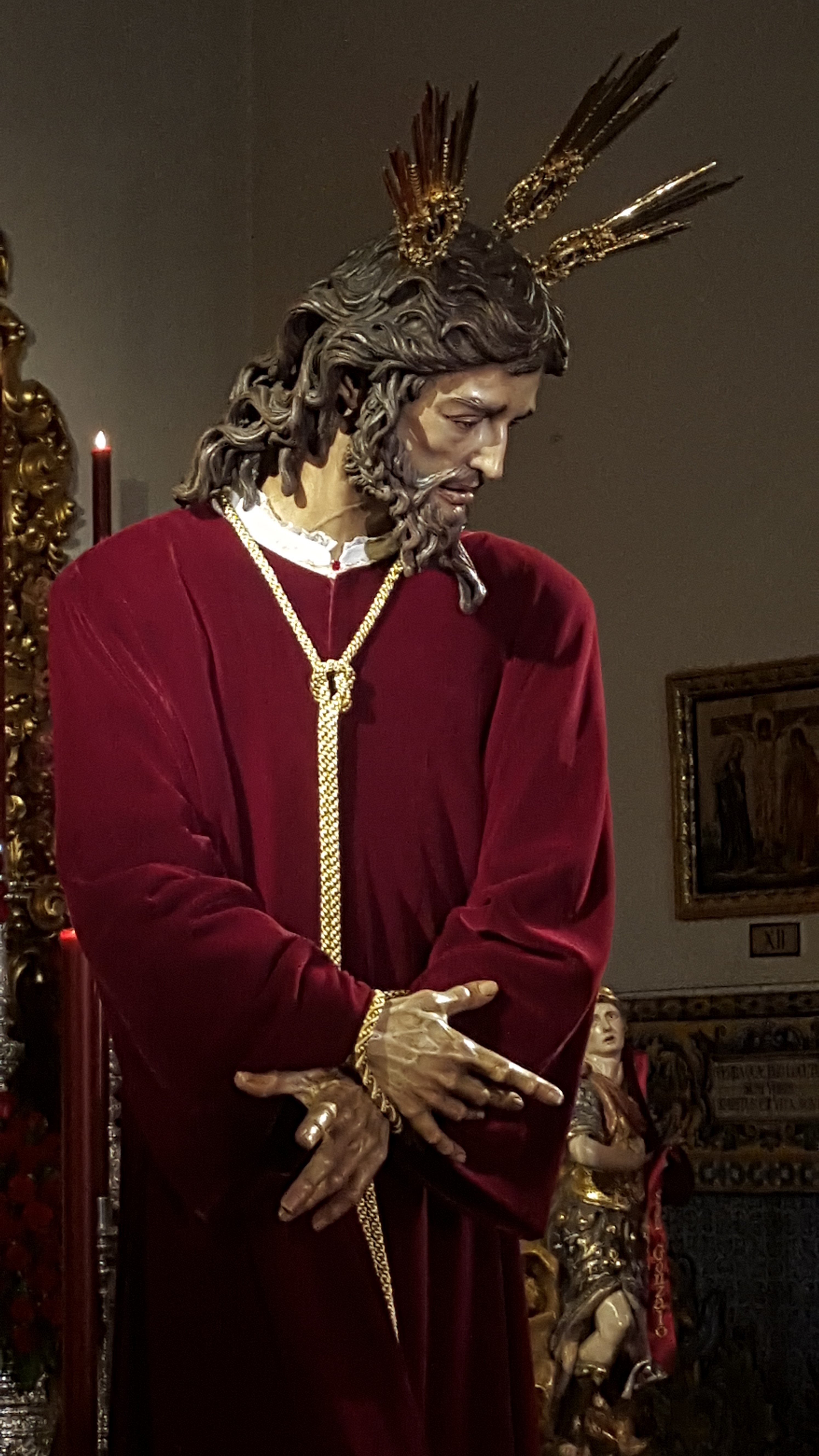
Jesús del Soberano Poder.

La actual imagen de Jesús en su Soberano Poder ante Caifás es de talla completa, ejecutada por el imaginero Luis Ortega Bru, como sustitución a una anterior imagen de Antonio Castillo Lastrucci que presentaba serios problemas de conservación. En el año 1975 se ejecuta el busto por Ortega Bru, insertándolo de manera provisional en el cuerpo de la anterior efigie. Finalmente la imagen fue finalizada en 1976 añadiéndose la talla de las manos y cuerpo definitivos. 
Nos encontramos ante una de las obras cumbres de Ortega Bru. Este imaginero inscribió en su sudario "Mi Cristo para Sevilla", muestra de la satisfacción tras ejecutar esta portentosa imagen. En la peana se grabó la inscripción "EGO SUM" en recuerdo del pasaje bíblico que narra su iconografía pasionista. Las fracciones de esta imagen denota la armonía y proporción, junto al dramatismo y la expresividad que le imprimía su autor a cada obra.
Su ajuar consta de numerosas túnicas en distintas tonalidades para su uso en el altar, según el tiempo litúrgico, y para cultos internos y externos. Cuatro de ellas están bordadas en oro fino, destacando la de terciopelo morado bordada por el taller de Mariano Martín Santonja en el año 2011, y la última en ejecutarse para la Cuaresma del año 2025 en el taller de Joaquín Salcedo, con bordados de oro con motivos orientales y mudéjares sobre otomán, ambas con diseño de Javier Sánchez de los Reyes. Éste artista ha diseñado otra túnica azul oscuro con bordados en plata en forma de trenzas de lirios. Igualmente posee varias potencias de orfebrería, destacando las labradas por Fernando Marmolejo en oro blanco y brillantes, así como las ejecutadas en plata de ley en su color por el taller de Ramón León, con diseño de Javier Sánchez de los Reyes.
A lo largo de la historia esta imagen ha presidido varios actos religiosos y Vía Crucis. De todos ellos hay que reseñar su participación en el Vía Crucis del Consejo de Hermandades y Cofradías de la ciudad de Sevilla en el año 2011, su participación en el Magno Vía Crucis del año de la fe en 2013, en las ediciones de 2004 y 2023 del Santo Entierro Magno, y el multitudinario Vía Crucis celebrado por las calles de la feligresía en la Cuaresma del año 2017 con motivo del LXXV aniversario fundacional de la Hermandad de San Gonzalo.
El paso de misterio de la cofradía de San Gonzalo representa a Jesús ante el sumo sacerdote Caifás. Un soldado romano sostiene una soga que maniata a Jesús, mientras que un esclavo negro sostiene un libro con las leyes judías. Completan la escena un sanedrita y José de Arimatea. La imagen de Caifás fue realizada por Ortega Bru en 1978. El resto de las figuras son obra íntegra de Castillo Lastrucci en 1961.
El paso procesional es de estilo neobarroco, siendo iluminado por candelabros de guardabrisas. Fue diseñado y tallado por el maestro tallista Manuel Guzmán Bejarano entre los años 2000 y 2001, y dorado por el taller de Nuestra Señora del Carmen entre 2002 (canastilla y candelabros) y 2003 (respiraderos). Las andas poseen cartelas e imaginería menor gubiada por José Antonio Navarro Arteaga, bordados en oro por el taller de Fernández y Enríquez en sus respiraderos y cubierta de la canastilla a modo de suelo para las imágenes con una pintura que imita el mármol por Enrique Álvarez Molina. Las imágenes secundarias cuentan con ricos ropajes realizados a partir de paños de telas nobles de principios del siglo XX, usando entre otros tejidos brocados y damascos de seda, enriquecidos con galones y borlas. El diseño de estos ropajes fue a cargo de José María Leal, siendo ejecutados por el taller de José Librero en 2020.

### Nuestra Señora de la Salud Coronada

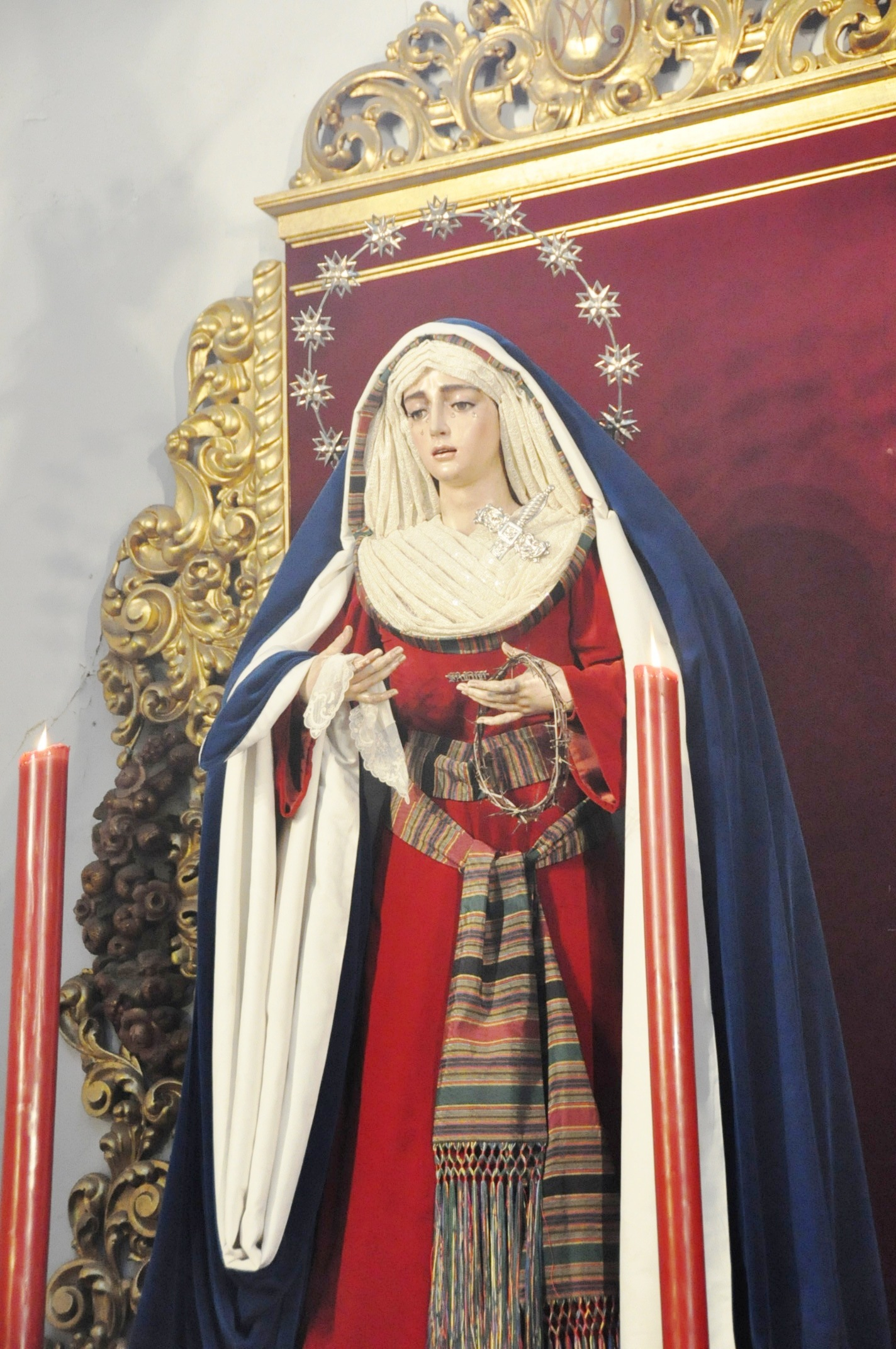
Nuestra Señora de la Salud Coronada.

En el segundo paso figura la imagen de María Santísima, bajo la advocación de Nuestra Señora de la Salud. La primigenia talla fue realizada por Rafael Lafarque en los años 40 del siglo XX, siendo sometida a diversas remodelaciones en su historia material. La actual imagen vino a sustituir a la anterior talla, de la que únicamente se conserva el juego de manos, éstas realizadas por el imaginero Antonio Eslava Rubio. El escultor sanroqueño Luis Ortega Bru sería el que en el año 1977 gubiara el busto de la Dolorosa actual.
Esta bella imagen es una talla de candelero para vestir de 174 centímetros de altura. El rostro se gira levemente hacia la derecha. Posee unos ojos marrones pintados, dulcificados con pestañas postizas rectas que bajan su mirada. Su faz es surcada por cinco lágrimas de cristal, tres en la mejilla derecha y dos en la izquierda. Su boca entreabierta nos permite distinguir su dentadura tallada en la madera. La expresión y la fuerza de su autor se imprimen en la belleza y personalidad de esta venerada imagen.
Desde su llegada la Virgen de la Salud ha sido eslabón y referente de devoción en el Barrio León y en su Hermandad. Entre muchos, dos principales hitos avalan el fervor que despierta esta Dolorosa en el barrio de Triana. En primer lugar en el año 1965 con la cuestación popular de los vecinos del barrio para regalar una presea a la Virgen de la Salud. Esta corona fue labrada por el taller de Fernando Marmolejo con piezas de joyería de plata de ley bañadas en oro, enriquecida con brillantes, siendo estrenada el Lunes Santo de 1967 tras serle impuesta en una celebración religiosa como Coronación Litúrgica. En segundo lugar destaca de sobremanera la Coronación Canónica, uno de los hitos más importantes de la historia de la Hermandad de San Gonzalo. El 7 de octubre de 2017 la Virgen de la Salud partía hacia la Catedral en un multitudinario traslado extraordinario bajo palio, que la llevó por todo su barrio y El Arenal. En el mediodía del 14 de octubre, tras previamente haberse celebrado un besamanos y triduo en su honor en la Seo Hispalense, se coronaba a la Dolorosa de San Gonzalo en un Solemne Pontifical oficiado por el arzobispo de Sevilla Juan José Asenjo Peregrina. Horas después se celebraría una triunfal y multitudinaria procesión por las calles de Sevilla y Triana, visitando el Ayuntamiento, la Iglesia de Santa María Magdalena, la capilla de los Marineros, la Real parroquia de Santa Ana y la capilla de la Hermandad de la Estrella, resultando una procesión popular con innumerables muestras de cariño de sus fieles y devotos con numerosas lluvias de flores y calles engalanadas. Para esta imposición se remozó la citada corona de Marmolejo por el mismo taller, enriqueciéndose con perlas, esmaltes y brillantes, y añadiéndole una nueva ráfaga de joyería acorde a las proporciones y calidad del canasto.
El paso de palio posee una ornamentación neobarroca-rocalla en sus elementos de orfebrería y bordados. Las andas procesionales se cubren con un palio de malla diseñado por Guzmán Bejarano, bordado en hilo de oro y ángeles en marfil por el taller de Fernández y Enríquez, estrenándose en dos fases: el techo en 1996 y las caídas en 1997. Actualmente, casi toda la orfebrería es obra de Juan Borrero (Orfebrería Triana), a excepción de la candelería. Los varales siguen un diseño de Antonio Garduño y fueron ejecutados en metal plateado en el año 1979. Estas piezas presentan la particularidad de tener capillas con Santos elaborados con madera de naranjo del barrio León por Luis Ortega Bru. Los respiraderos fueron realizados en 2006 en plata de ley. Estas piezas cuentan con relieves de la Virgen Milagrosa (Orden Vicenciana) y la Virgen del Pilar (Patrona de España). La peana fue realizada en 2007 en el mismo material, presentando una capilla central con una simulación de la trianera Virgen de la Estrella. Los candelabros de cola fueron elaborados en plata de ley en el año 2011, al igual que los faroles de entrevarales y las jarras en 2012. La Virgen posee numerosas joyas, diademas y coronas en materiales nobles. En su ajuar textil cuenta con valiosos encajes, blondas y mantillas, así como prendas de vestir con bordados en oro o en aplicación, siguiendo diversos y ricos diseños para uso diario en el altar o cultos internos y externos. De todos ellos destaca el manto procesional bordado en hilo de oro fino y sedas sobre tisú de plata de tonalidad blanca, ejecutado en el taller astigitano de Jesús Rosado, sobre diseño de Javier Sánchez de los Reyes en el año 2023. Actualmente la Hermandad trabaja en la realización de una nueva toca de sobre manto, igualmente confeccionada en oro fino sobre malla del mismo material por Jesús Rosado, también con diseño de Sánchez de los Reyes, trazándola en conjunto con el estilo rocalla del paso de palio. Está previsto su estreno para la Semana Santa de 2025.
La Virgen de la Salud posee varias condecoraciones civiles y militares, de las que destaca la medalla de la ciudad de Sevilla, copia de la concedida al Consejo de Hermandades y Cofradías e impuesta por el Ayuntamiento, y dos fajines militares de gala: de teniente general, donado por José Carlos Varas Criado, y de capitán general, donado por el teniente general jefe de la Fuerza Terrestre del Ejército de Tierra, Juan Gómez de Salazar Minguez.

### San Juan Evangelista
San Juan Evangelista es titular de la hermandad desde 1987, aunque no procesiona. Su busto es obra de Luis Ortega Bru en 1977, acoplándose al cuerpo de la anterior imagen de Nuestro Padre Jesús del Soberano Poder, obra de Lastrucci. Esta imagen fue un regalo del imaginero sanroqueño a la Hermandad de San Gonzalo.

## Música
Durante su estación penitencial esta cofradía es acompañada por la banda de cornetas y tambores Columna y Azotes al inicio del cortejo, por la banda de cornetas y tambores Nuestra Señora de la Victoria "Las Cigarreras" tras el paso de Jesús del Soberano Poder ante Caifás, y por la banda de música Santa Ana, del municipio de Dos Hermanas, tras Nuestra Señora de la Salud Coronada.
Existen numerosas marchas dedicadas a los Titulares de esta hermandad, por lo que entre todas destacaremos las siguientes:
Marchas para bandas de cornetas y tambores:
- Costalero del Soberano (Pedro Manuel Pacheco Palomo, 2000).
- Réquiem (Bienvenido Puelles Oliver, 1986).
- Virgen de la Salud (Bienvenido Puelles Oliver, 1984).
- Ante Caifás... El Hijo de Dios (Cristóbal López Gándara, 2015).
- Inspiración (Rafael Vázquez Mateo y José Manuel Reina Romero, 2017).
- Soberana (Francisco Javier Torres Simón, 2017).
- Ego Sum (Francisco Japón Rodríguez, 1990).
- Por Triana Soberano (Rafael Vázquez Mateo y José Manuel Reina Romero, 2009).
- Mi Cristo para Sevilla (Bienvenido Puelles Oliver, 1995).
- Noches de Lunes Santo (Bienvenido Puelles Oliver, 2004).
- Hasta siempre, Soberano (Bienvenido Puelles Oliver, Carlos Puelles Cervantes y Pedro Manuel Pacheco Palomo, 2023).

Marchas para bandas de plantilla completa:
- Salus infirmorum (Manuel Borrego Hernández, 1957).
- Virgen de la Salud (José Albero Francés, 1981).
- Salve a Nuestra Señora de la Salud (Rafael Romero y Bienvenido Puelles, 2003).
- Salud de San Gonzalo (Jesús Salas Orden, 1995).
- Azahar de San Gonzalo (César Cadaval Pérez, 1997).
- Madre de la Salud (David Gómez Ramírez, 2000).
- Fuente de la Salud (Bienvenido Puelles Oliver, 2002).
- Salud Siempre (Manuel Marvizón, 2017).
- La blanca estela (Carlos Puelles Cervantes, 2012).
- Salud del barrio mío (Bienvenido Puelles Oliver, 2005).
- Aires de Triana (Felipe Sigüenza López, 2005).
- Salud de Triana (José Miguel López Rueda, 2007).
- Salud del Soberano (Jesús Manuel Martín Prieto, 2008).

## Paso por la carrera oficial
| Predecesor: Santa Marta | Orden de entrada en la carrera oficial (Lunes Santo) 5.º lugar después de Santa Marta | Sucesor: Vera Cruz |